# 胸斑銜麗魚
胸斑銜麗魚，為輻鰭魚綱鱸形目隆頭魚亞目慈鯛科的其中一種，分布於非洲坦干伊喀湖流域，體長可達10公分，棲息在沙石底質水域，生活習性不明，可作為觀賞魚。

## 擴展閱讀
維基物種上的相關：胸斑銜麗魚